# Velîkîi Omeleanîk, Luțk
Velîkîi Omeleanîk (în ucraineană Великий Омеляник) este un sat în comuna Zaborol din raionul Luțk, regiunea Volînia, Ucraina.

## Demografie
Componența lingvistică a localității Velîkîi Omeleanîk
     Ucraineană (99,68%)
     Alte limbi (0,11%)
Conform recensământului din 2001, majoritatea populației localității Velîkîi Omeleanîk era vorbitoare de ucraineană (99,68%), existând în minoritate și vorbitori de alte limbi.